# ألبرت هاجر
ألبرت هاجر (بالانجليزية: Albert Hagar) هو سياسي كندي، ولد في 1827، وتوفي في 14 سبتمبر 1924. حزبياً، نشط في الحزب الليبرالي الكندي. وقد انتخب عضو برلمان مقاطعة أونتاريو وانتخب عضو مجلس العموم الكندي.